# Sant Juèri (Tarn)
Sant Juèri (en francès Saint-Juéry) és un municipi francès situat al departament del Tarn i a la regió d'Occitània.

## Demografia
| 1962                                       | 1968  | 1975  | 1982  | 1990  | 1999  | 2006  |
| ------------------------------------------ | ----- | ----- | ----- | ----- | ----- | ----- |
| 3.913                                      | 5.017 | 5.943 | 6.738 | 6.730 | 6.635 | 7.035 |
| Des de 1962: població sense dobles comptes |       |       |       |       |       |       |

## Administració
| Període | Identitat        | Partit |
| ------- | ---------------- | ------ |
| 2001-   | Jacques Lasserre | PS     |